# Wahlen zum Repräsentantenhaus der Vereinigten Staaten 1828
Bei den Wahlen zum Repräsentantenhaus der Vereinigten Staaten 1828 wurden ab dem 9. Juli 1828 an verschiedenen Wahltagen die Abgeordneten des Repräsentantenhauses gewählt. Die Wahl war Teil der allgemeinen Wahlen zum 21. Kongress der Vereinigten Staaten in jenem Jahr, bei denen auch ein Drittel der US-Senatoren gewählt wurden. Gleichzeitig fand auch die Präsidentschaftswahl des Jahres 1828 statt, die Andrew Jackson gewann.
Zum Zeitpunkt der Wahlen bestanden die Vereinigten Staaten aus 24 Bundesstaaten. Die Zahl der zu wählenden Abgeordneten betrug 213. Die Sitzverteilung im Repräsentantenhaus basierte auf der Volkszählung von 1820. Die Wahlen wurden klar von den Anhängern des gleichzeitig zum Präsidenten gewählten Andrew Jackson gewonnen. Dessen Anhänger (Jacksonians) vereinigten sich in diesem Jahr zur Demokratischen Partei. Im Vergleich zu den Wahlen des Jahres 1826 konnten die Jacksonians 23 Mandate hinzugewinnen und ihre Mehrheit weiter ausbauen. Gleichzeitig verloren die Nationalrepublikaner 28 Sitze. Der Grund für diese Entwicklung lag zum einen in der Unpopularität des amtierenden Präsidenten John Quincy Adams, der damals auch abgewählt wurde, und der Popularität von Andrew Jackson. Ein anderer Grund war die Änderung des Wahlrechts, bei dem durch den Wegfall der Steuer- und Grundbesitzauflage mehr weiße Männer wählen durften als früher. Die meisten der Neuwähler votierten für Jackson und seine Partei. Ein Novum bei dieser Wahl war auch, dass es mit der Anti-Masonic Party erstmals einer dritten Partei gelang, in das Repräsentantenhaus einzuziehen. Im Jahr 1822 hatte es zwar insgesamt sechs Gruppierungen im Parlament gegeben, die aber alle nur Fraktionen der damaligen zwei Parteien waren.
Frauen und Sklaven waren weder wahlberechtigt noch wählbar. In vielen Bundesstaaten waren auch freie Afroamerikaner von der Wahl ausgeschlossen.

## Wahlergebnis
- Demokratische Partei (Jacksonians) 136 (113) Sitze
- National Republican Party: 72 (100) Sitze
- Anti-Masonic Party: 5 (0) Sitze

Gesamt: 213
In Klammern sind die Ergebnisse der letzten Wahl zwei Jahre zuvor. Veränderungen im Verlauf der Legislaturperiode, die nicht die Wahlen an sich betreffen, sind bei diesen Zahlen nicht berücksichtigt, werden aber im Artikel über den 21. Kongress im Abschnitt über die Mitglieder des Repräsentantenhauses bei den entsprechenden Namen der Abgeordneten vermerkt. Das Gleiche gilt für Wahlen in Staaten, die erst nach dem Beginn der Legislaturperiode der Union beitraten. Daher kommt es in den Quellen gelegentlich zu unterschiedlichen Angaben, da manchmal Veränderungen während der Legislaturperiode in die Zahlen eingearbeitet wurden und manchmal nicht.